# Brachythecium
Genre
Le genre Brachythecium de la famille des Brachytheciacées, classée dans l'ordre des Hypnales regroupe des Bryophytes (mousses) communs en zone tempérée, associé aux milieux riches en éléments nutritifs (eaux calcaires, et milieux mésotrophes à eutrophes).

## Services écosystémiques
Au moins une mousse de ce genre (Brachythecium rivulare) joue un rôle géologique particulier en contribuant aux puits de carbone via la formation de travertins constitués d'encroutements de carbonates cristallisants sur les mousses aspergées d'eau minéralisées sur les sources et cascades dites « pétrifiantes »,,. Ces mousses contribuent à la formation d'un habitat spécifique dit « Cratoneurion » (qui peuvent être en Europe protégés)

## Identification
Pour ce qui concerne leur aspect extérieur, les espèces des Brachythecium sont très diverses.
Leurs tiges sont rampantes ou érigées, et ramifiées de façon erratique ou uniformément selon les espèces et les contextes.
Les feuilles sont généralement plutôt triangulaires, mais parfois en forme de cœur, ovale ou lancéolées. Elles peuvent être ridées ou lisses, et se terminent généralement par une pointe relativement longue.
Les cellules de ces feuilles y forment un réseau de cellules longues et étroites. La nervure centrale est presque toujours facilement visible, allant rarement plus loin que le centre de la feuille.
La capsule est habituellement inclinée. La coiffe de la capsule est généralement becquée et courte.

## Habitats et occurrence
Bien que certaines espèces supportent des habitats pauvres en calcium, Les espèces appartenant à ce genre sont habituellement trouvées sur des sol riche en éléments nutritifs, parfois sur des roches sur lesquelles l'eau ruisselle.

Certaines poussent sur le bois vivant ou mort, et d'autres sur les rochers ou sur le sol.
En Europe les espèces de Brachythecium comptent parmi les bryophytes les plus répandus.
Ils y ont probablement été favorisés par les établissements humains, qui modifient l'environnement dans le sens d'un enrichissement, en éléments nutritifs, qui appauvrit les écosystèmes mais qui est apprécié de nombreuses espèces de Brachythecium. Cette espèce n'est donc pas bioindicatrice de bon état écologique, hormis pour certaines espèces (impliquées dans les processus de pétrification notamment).

## Liste d'espèces
Selon Stech & Frey umfasst[Quoi ?] le genre Brachythecium compte aujourd'hui 149 espèces, avec en Europe de l'Ouest et centrale :
- Brachythecium albicans
- Brachythecium campestre
- Brachythecium capillaceum
- Brachythecium cirrosum (autrefois Cirriphyllum cirrosum)
- Brachythecium erythrorrhizon
- Brachythecium geheebii (autrefois Homalothecium geheebii)
- Brachythecium glareosum
- Brachythecium laetum
- Brachythecium mildeanum
- Brachythecium rivulare
- Brachythecium rutabulum
- Brachythecium salebrosum
- Brachythecium tommasinii (autrefois Cirriphyllum tommasinii)
- Brachythecium turgidum